# 巴爾溫基
50°49′12″N 28°58′24″E / 50.82000°N 28.97333°E
巴爾溫基（烏克蘭語：Барвінки），是烏克蘭北部的村莊，隸屬日托米爾州的科羅斯滕區。該村始建於1939年，面積5.04平方公里，海拔高度170米，2016年該村落人口653。
2016 （页面存档备份，存于）